# أبو مديد
أبو مِدَّيد أو خُرْطُون أو حِبْلِيل أو دودة الأرض نوع كبير من الديدان الحمراء يُعتقد أنه موطنه الأصلي أوروبا الغربية، وهو الآن منتشر على نطاق واسع في جميع أنحاء العالم (إلى جانب العديد من الخرطونيات الأخرى). في بعض المناطق التي يكون فيها نوعًا مُدخلاً ، يعتبره البعض آفة مهمة للديدان المحلية المنافسة.
تعد أكبر أنواع ديدان الأرض التي توجد طبيعيًا في معظم أنحاء أوروبا وعادة ما تطول من 20 إلى 25 سم عند التمديد.

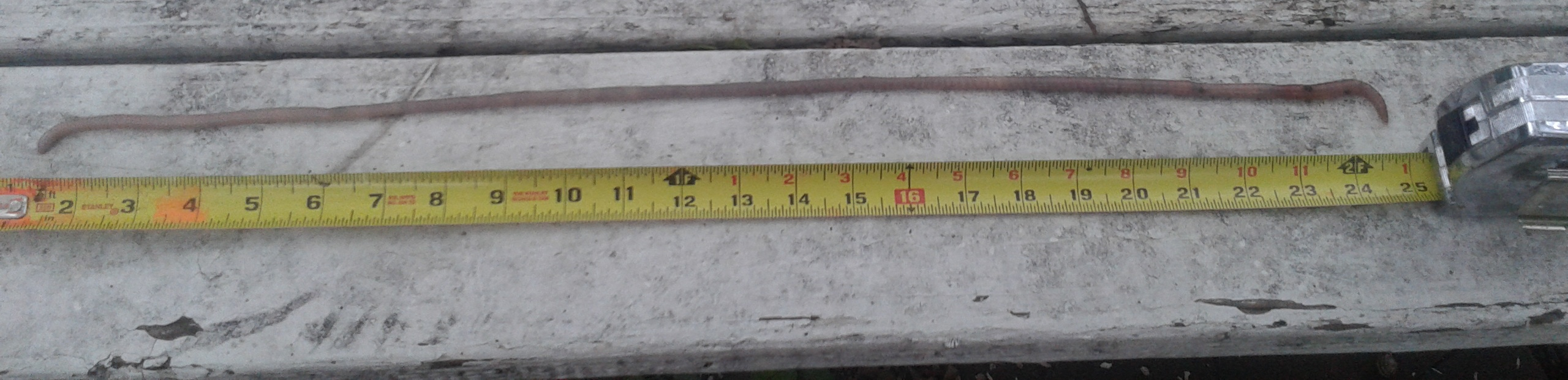
دودة الأرض في مايو 2016